# 장 마르탱
장 마르탱(프랑스어: Jean Martin, 1922년 3월 6일 ~ 2009년 2월 2일)은 프랑스의 배우이다.
파리에서 태어났으며 파리에서 사망하였다. 사인은 암이다.  몽파르나스 묘지에 매장되었다.

## 영화
- 나인 (2009년)
- 왕과 새 (1980년)
- 맛있게 드십시오 (1976년)
- 거위 사냥 (1975년)
- 공포의 도시 (1975년)
- 삐에르의 외출 (1974년)
- 상속자 (1973년)
- 무숙자 (1973년)
- 세이프티 캐치 (1970년)
- 새벽의 약속 (1970년)
- 보석 강도단 (1968년)
- 사랑해 사랑해 (1968년)
- 마농 (1968년)
- 더 넌 (1966년)
- 알제리 전투 (1966년)
- 파리는 우리의 것 (1961, Paris nous appartient)
- 잠보리 (1957년)